# Remy de Gourmont
Remy de Gourmont (Bazoches-au-Houlme, 4 aprile 1858 – Parigi, 27 settembre 1915) è stato un poeta, romanziere, giornalista, scrittore e critico d'arte francese, vicino al movimento dei simbolisti.

## Biografia
Remy de Gourmont era figlio del conte Auguste-Marie de Gourmont e della contessa, nata Mathilde de Montfort. La sua famiglia era originaria del Cotentin, ma un ramo di essa si era stabilito a Parigi nel XVI secolo per fondarvi una casa editrice che pubblicò libri e soprattutto numerose stampe e incisioni.  
Dal 1866, la famiglia abitò il maniero del Mesnil-Villeman, presso Villedieu (Manica). Remy de Gourmont frequentò il liceo di Coutances dal 1868 al 1876.
Nel 1876, si stabilì a Caen, e intraprese studi di diritto. Ottenuto nel 1879 il diploma di baccalaureato in diritto, si trasferì a Parigi, dove, nel novembre 1881, ottenne un impiego di addetto alla Bibliothèque nationale. Cominciò a collaborare a periodici cattolici quali Le Monde e Le Contemporain.
Fra il 1882 e il 1886 pubblicò diverse opere di divulgazione storica. Il suo debutto letterario fu il romanzo Merlette (1886), la cui vicenda è ambientata nel paese della sua infanzia, tra Villedieu e Avranches: l'opera fu accolta con indifferenza. In quello stesso anno, de Gourmont scoprì le nuove ricerche estetiche del suo tempo attraverso la rivista La Vogue di Gustave Kahn; e conobbe Berthe de Courrière, modella ed erede universale dello scultore Auguste Clésinger, sul quale ella commissionò uno studio al giovane autore. I due divennero amanti. Ella gli ispirò lettere appassionate, che furono pubblicate postume sotto il titolo Lettres à Sixtine (1921). De Gourmont si stabilì da lei, al 71 di rue des Saints-Pères, dove visse fino alla morte, nel 1915. Berthe gli ispirò il romanzo Sixtine (1890).
In quegli anni, de Gourmont fece amicizia con Joris-Karl Huysmans, al quale dedicò Latin mystique (1892); e frequentò i lunedì di Stéphane Mallarmé, in rue de Rome. Nel 1889, con Alfred Vallette, Louis Dumur, Ernest Raynaud, Jules Renard, Albert Samain, de Gourmont fondò il Mercure de France, al quale collaborò per venticinque anni. In un articolo dell'aprile 1891, intitolato "Il Giocattolo Patriottismo" ("Le Joujou Patriotisme"), sostenne che le profonde affinità artistiche e culturali tra la Francia e la Germania, che avrebbero dovuto portare a un riavvicinamento dei due Paesi, erano contrastate dalle passioni nazionaliste; la tesi e il tono sdegnoso dell'articolo suscitarono una polemica che gli costò la rimozione dalla Bibliothèque Nationale e gli chiuse le colonne della grande stampa, malgrado gli sforzi del suo difensore Octave Mirbeau, che comunque riuscì a farlo entrare al Journal.
De Gourmont fu colpito da una forma di lupus la cui progressione poteva essere frenata solo con cauterizzazioni estremamente dolorose, che gli deturparono il volto. Restò a lungo chiuso in casa e riprese a uscire solo per recarsi negli uffici del Mercure, e, una volta all'anno, per qualche settimana di vacanze a Coutances.
Pubblicò, quasi esclusivamente sul Mercure de France, un'opera vasta e abbondante, composta di romanzi, di lavori teatrali, di raccolte di poesie e soprattutto di saggi, che testimoniano una profonda erudizione.
Nel 1910 incontrò Natalie Clifford Barney. La passione per lei si espresse nelle Lettres à l'Amazone, pubblicate nel 1914. Con lei, de Gourmont fece un piccolo viaggio in Normandia.
Con la prima guerra mondiale, i suoi amici partirono per il fronte, e "Le Mercure" fu chiuso per un anno, mentre la sua malattia, l'atassia locomotoria, peggiorava. Pubblicò ancora qualche articolo su La France e La Dépêche de Toulouse.
Testimonianza contemporanea.
(Abbé Arthur Mugnier, Journal, 10 maggio 1915 (Mercure de France, 1985, p. 287).)
Morì per una congestione cerebrale il 27 settembre 1915 e fu tumulato nel cimitero di Père-Lachaise nel sepolcro di Clésinger.
Berthe de Courrière ereditò tutti i manoscritti e la biblioteca dello scrittore, che il fratello di lui, Jean de Gourmont, ricevette quando lei morì, meno di un anno più tardi. Jean si dedicò, per quasi dieci anni, a pubblicare numerosi inediti del fratello.

## L'opera
È considerato come un "dissociatore" di idee. L'essenziale della sua opera è consacrato a questo esercizio cerebrale. L'idea in partenza è necessariamente vera, solo l'idea amalgamata è discutibile. È allora necessario un lavoro di dissociazione per liberare la verità dalla sua parte inquinata, per ritrovare l'"idea pura" e renderla di conseguenza inattaccabile.

Era anche un critico letterario. E in quanto tale, ammirava Balzac pur disapprovando il suo lavoro forsennato e la sua produzione enorme. Cose che pertanto ammirava in Paul Adam : 

## Opere

### Poesie
- Litanies de la rose, Mercure de France, 1892.
- Fleurs de jadis, Monnoyer imprimeur, 1893.
- Hiéroglyphes, Mercure de France, 1894
- Les Saintes du Paradis, immagini di G. d'Espagnat, Mercure de France, 1899.
- Oraisons mauvaises, Mercure de France, 1900.
- Simone, poème champêtre, Mercure de France, 1901.
- Divertissements. Poèmes en vers, Crès, 1912.
- Poésies inédites. Paris, François Bernouard, 1921.
- Rimes retrouvées, Éditions du Fourneau, 1979.
- L'Odeur des jacynthes, Éditions de la Différence, coll. "Orphée", antologia poetica presentata da M. Houellebecq, 1991.

### Romanzi e racconti
- Merlette, romanzo, Plon-Nourrit, 1886.
- Sixtine, roman de la vie cérébrale, Albert Savine, 1890.
- Le Fantôme, avec 2 lithographies d'Henry de Groux, 1893.
- Le Château singulier, Mercure de France, 1894.
- Proses moroses, racconti, Mercure de France, 1894.
- Histoire tragique de la princesse Phénissa, Mercure de France, 1894.
- Histoires magiques, Mercure de France, 1894.
- Le Pèlerin du silence, racconti e novelle, Mercure de France, 1896.
- Phocas, con 3 disegni di Remy de Gourmont, collezione dell'Ymagier, 1895.
- Les Chevaux de Diomède, romanzo, Mercure de France, 1897.
- D'un pays lointain. Miracles. Visages de femmes. Anecdotes, Mercure de France, 1898.
- Le Songe d'une femme. Roman familier, romanzo, Mercure de France, 1899.
- Une nuit au Luxembourg, romanzo, Mercure de France, 1906.
- Un cœur virginal, romanzo. Copertina di Georges d'Espagnat. Parigi, Mercure de France, 1907.
- Couleurs, contes nouveaux seguito di Choses anciennes. Parigi, Mercure de France, 1908.
- Lettres d'un satyre. Parigi, Crès, coll. "Les Maîtres du livre", 1913. Frontespizio di Vibert.
- Lettres à l'Amazone, frontespizio di Vibert, Crès, 1914.
- Monsieur Croquant, Crès, 1918. Riedito in annesso a Esthétique de la langue française dalle Éditions Ivrea nel 1995.
- La Patience de Grisélidis. Illustrazioni di P. A. Moras. Parigi, Éditions du Sagittaire, 1920.
- Lettres à Sixtine. Mercure de France, 1921.
- Le Vase magique. Parigi, Le Divan, 1923.
- Fin de promenade et trois autres contes. Parigi, À l'enseigne de la Porte étroite, 1925.
- Le Désarroi, romanzo, Éditions du Clown Lyrique, 2006 (scritto nel 1899).

### Teatro
- Lilith, Essais d'Art Libre, 1892.
- Théodat, Mercure de France, 1893.
- Le Vieux Roi, Mercure de France, 1897.
- L'Ombre d'une femme, opera in un atto e in prosa, Champion, 1923.

### Saggi e cronache
- Un Volcan en Eruption, A. Degorce-Cadot, "Bibliothèque du Jeune Âge I", 1882.
- Une Ville Ressuscitée, A. Degorce-Cadot, "Bibliothèque du Jeune Âge II", 1883.
- Bertrand du Guesclin, A. Degorce-Cadot, 1883.
- Tempêtes et Naufrages, A. Degorce-Cadot, 1883.
- Les Derniers Jours de Pompéi, A. Degorce-Cadot, 1884.
- En Ballon, A. Degorce-Cadot, 1884.
- Les Français au Canada et en Acadie. Con 50 incisioni. Parigi, Firmin-Didot, 1888.
- Chez les Lapons, mœurs, coutumes et légendes de la Laponie norvégienne. Con 31 incisioni. Parigi, Firmin-Didot, 1890.
- "Le Joujou Patriotisme", Mercure de France, aprile 1891.
- Le Latin mystique. Les poètes de l'antiphonaire et la symbolique au moyen âge, prefazione di J.-K. Huysmans, Mercure de France, 1892.
- L'Idéalisme, Mercure de France, 1893.
- L'Ymagier, in coll. con Alfred Jarry, 2 volumi, 1896.
- La Poésie populaire, Mercure de France e L'Ymagier, 1896.
- Le Livre des masques. Disegni di Félix Vallotton. Mercure de France, 1896. Testimonianza di prim'ordine sugli scrittori del movimento simbolista.
- Almanach de "L'Ymagier", zodiacal, astrologique, littéraire, artistique, magique, cabalistique et prophétique, con 15 tavole di G. d'Espagnat, L'Ymagier, 1897.
- Le Deuxième Livre des Masques, disegni di Félix Vallotton, Mercure de France, 1898.
- Esthétique de la langue française, Mercure de France, 1899. Riedito dalle éditions Ivrea nel 1995.
- La Culture des idées, Mercure de France, 1900.
- Les Petites Revues. Saggio di bibliografia con una prefazione di Remy de Gourmont, Mercure de France, 1900.
- Le Chemin de velours. Nouvelles dissociations d'idées. Parigi, Mercure de France, 1902.
- Le Problème du style, Mercure de France, 1902.
- Épilogues (Réflexions sur la vie, 1895-1898), Mercure de France, 1903.
- Physique de l'amour. Essai sur l'instinct sexuel, Mercure de France, 1903.
- Promenades littéraires, Mercure de France, 1904.
- Judith Gautier, biografia, Sansot, 1904.
- Promenades philosophiques, Mercure de France, 1905.
- Dante, Béatrice et la poésie amoureuse. Saggio sull'ideale femminile in Italia alla fine del XIII secolo. Mercure de France, 1908.
- Le Chat de misère. Idées et images, cronache. Parigi, Société des Trente, Albert Messein, 1912.
- La Petite Ville, Mercure de France, 1913.
- "Des pas sur le sable...", Almanach littéraire Crès, Parigi, 1914. Con un ritratto di E. Vibert.
- La Belgique littéraire. Parigi, Crès, 1915.
- Pendant l'orage, tavola di André Rouveyre, Champion, 1915.
- Dans la tourmente (avril-juillet 1915). Prefazione di Jean de Gourmont. Parigi, Crès, coll. "Bellum", 1916.
- Pendant la guerre. Lettres pour l'Argentine, prefazione di Jean de Gourmont, Mercure de France, 1917.
- Les Idées du jour, 2 tomi, t. I (ottobre 1914-aprile 1915), t. II (maggio 1915-settembre 1915), Crès, coll. "Bellum", 1918.
- Trois Légendes du moyen âge. Parigi, Société des Trente, Albert Messein, 1919.
- Pensées inédites, con 18 disegni di Raoul Dufy, prefazione di Guillaume Apollinaire. Parigi, Éditions de la Sirène, 1920.
- Le Livret de "L'Ymagier", tavola di Daragnès. Parigi, Éditions du Sagittaire, 1921.
- Petits Crayons, cronache. Parigi, Crès, 1921.
- Le Puits de la vérité, cronache. Parigi, Société des Trente, Albert Messein, 1922.
- Dernières Pensées inédites. Parigi, François Bernouard, 1924.
- Dissociations. Parigi, Éditions du Siècle, 1925.
- Nouvelles Dissociations, Éditions du Siècle, 1925.
- La Fin de l'art, cronache. Parigi, Cahiers de Paris, 1925.
- Les Femmes et le langage, Chez Madame Lesage, Parigi, 1925.
- Deux poètes de la nature: Bryant et Emerson. Parigi, La Centaine, 1925.
- Le Joujou et trois autres essais, con 10 tavole di Joseph Quesnel, La Belle Page, 1926.
- Lettres intimes à l'Amazone, con 52 litografie di André Rouveyre, Mercure de France, 1926.
- Promenades littéraires, Mercure de France, Parigi, 1929.

## Citazioni
- «Ho visto nascere una parola; è veder nascere un fiore. Questa parola forse non uscirà mai da una cerchia ristretta, ma esiste; è lirlie. Siccome non è mai stata scritta, suppongo la sua forma: lir o lire, la prima sillaba non può essere diversa; la seconda, foneticamente li, è senza dubbio, per analogia, lie, avendo concepito la parola al femminile. Intendevo dunque, in campagna, chiamare delle patate rose precoci, delle lirlies rose: non mi si poté dare alcun'altra spiegazione, ed essendomi la parola inutile, la dimenticai. Dieci anni dopo, sfogliando un catalogo di mercante di granaglie, fui colpito dal nome di early rose ["rosa precoce"] dato a una patata, e compresi le sillabe del giardiniere.» (Esthétique de la langue française, Mercure de France, 1899)
- «La donna più complicata è più vicina alla natura dell'uomo più semplice.» (Promenades littéraires, Mercure de France, 1904)
- «Sapere ciò che tutto il mondo sa, è non sapere niente. Il sapere comincia là dove comincia ciò che il mondo ignora.» (Promenades philosophiques, Mercure de France, 1905)
- «L'uomo comincia per amare l'amore e finisce per amare una donna. La donna comincia per amare un uomo e finisce per amare l'amore.» (Physique de l'amour. Essai sur l'instinct sexuel, Mercure de France, 1903)
- «Un vizio è come un amore, non c'è niente che non gli si sacrifichi.» (Pensées inédites, Rennes, Éditions Ubacs, 1989)
- «L'intelligenza dell'uomo non ha fatto progressi dalla sua apparizione sulla terra.» (La Culture des idées)
- «L'irreligione è una religione.» (La Culture des idées)
- «Il popolo, sono tutti quelli che non comprendono.» (La Culture des idées).